# Campionato Nazionale Dilettanti 1996-1997
Il Campionato Nazionale Dilettanti 1996-1997 fu la 49ª edizione del campionato di categoria e il V livello del calcio italiano.

## Stagione

### Aggiornamenti
Il neo retrocesso Pavia è stato ripescato in Serie C2 a completamento di organico.
Altre squadre che, pur avendone diritto, decidono di non iscriversi al campionato sono:
- Aosta
- Campobasso
- Sangiuseppese

Per far fronte a questa carenza di organico furono ripescate dall'Eccellenza il Corigliano Schiavonea, il Locri, il Pro Cisterna, l'Imperia, il Montegranaro e il Rovigo

Il Gabbiano Napoli ha cambiato la sua denominazione sociale in Internapoli.

## Squadre partecipanti
Girone A
- Aglianese
- Asti
- Barberino
- Camaiore
- Castelnuovo
- Cecina
- Châtillon Saint-Vincent
- Colligiana
- Fossanese
- Imperia
- Moncalieri
- Pietrasanta
- Pinerolo
- Poggibonsi
- Sanremese
- Savona
- Sestrese
- Viareggio

Girone B
- Abbiategrasso
- Atletico Sirio
- Biellese-Vigliano
- Borgosesia
- Brugherio
- Calangianus
- Casale
- Castelsardo
- Derthona
- Guanzatese
- Legnano
- Mariano
- Meda
- Oggiono
- Selargius
- Sparta Novara
- Trevigliese
- Verbania

Girone C
- Albinese
- Arco
- Azzurri Brescia
- Clusone
- Collecchio
- Darfo Boario
- Fanfulla
- Fidenza
- Montichiari
- Palazzolo
- Ponte San Pietro
- San Paolo d'Argon
- Sancolombano
- Sassuolo
- Settaurense
- Tecnoleno
- Trento
- Virtus Pavullese

Girone D
- Adriese
- Arzignano
- Caerano
- Cormonese
- Giorgianna
- Legnago
- Luparense
- Mantova
- Palmanova
- Pievigina
- Pordenone
- Porto Viro
- Portogruaro
- Pro Gorizia
- Reggiolo
- Rovigo
- Santa Lucia
- Sanvitese

Girone E
- Sestese
- Argentana
- BoCa
- Castel San Pietro
- Centese
- Città di Castello
- Faenza
- Fortis Juventus
- Imola
- Impruneta Tavarnuzze
- Lucrezia
- Pontassieve
- Riccione
- Rondinella Marzocco
- Russi
- Sangiovannese
- Sansepolcro
- Vigor Senigallia

Girone F
- Anagni
- Astrea
- Camerino
- Civita Castellana
- Civitanovese
- Civitavecchia
- Ellera
- Fiumicino
- Foligno
- Guidonia
- Jesi
- L'Aquila
- Montegranaro
- Monterotondo
- Narnese
- Pontevecchio
- Recanatese
- Sambenedettese

Girone G
- Agropoli
- Arzanese
- Cavese
- Ceccano
- Ferentino
- Giovani Cardito
- Giugliano
- Internapoli
- Isola Liri
- Latina
- Nuovo Terzigno
- Pozzuoli
- Pro Ebolitana
- Pro Cisterna
- Rotonda
- Sanità Napoli
- Scafatese
- Terracina

Girone H
- Cerignola
- Fasano
- Frenter Larino
- Martina
- Melfi
- Mosciano
- Nardò
- Nereto
- Ortona
- Pineto
- Potenza
- San Severo
- Santegidiese
- Termoli
- Toma Maglie
- Trani
- Tricase
- Villa d'Agri

Girone I
- Alcamo
- Messina
- Bagheria
- Caltagirone
- Cirò Krimisa
- Corigliano Schiavonea
- Crotone
- Gravina
- Igea Virtus
- Locri
- Milazzo
- Orlandina
- Patti
- Peloro
- Ragusa
- Rossanese
- Sancataldese
- Sciacca
- Silana
- Vigor Lamezia

## Poule scudetto
Lo Scudetto Dilettanti 1996-1997 viene assegnato dopo un torneo fra le vincitrici dei 9 gironi. Vengono divise in 3 triangolari le cui vincitrici, più la migliore seconda, accedono alle semifinali.

### Primo turno

#### Triangolare A
|  | Pos. | Squadra           | Pt | G | V | N | P | GF | GS | DR |
|  | ---- | ----------------- | -- | - | - | - | - | -- | -- | -- |
|  | 1.   | Biellese-Vigliano | 4  | 2 | 1 | 1 | 0 | 4  | 2  | +2 |
|  | 2.   | Mantova           | 2  | 2 | 0 | 2 | 0 | 1  | 1  | 0  |
|  | 3.   | Albinese          | 1  | 2 | 0 | 1 | 1 | 1  | 3  | -2 |

Legenda:
      Promossa al turno successivo.
Regolamento:
Tre punti a vittoria, uno a pareggio, zero a sconfitta.
|                   | Risultati |                   | Luogo e data            |
| ----------------- | --------- | ----------------- | ----------------------- |
| Albinese          | 0-0       | Mantova           | Albino, 18 maggio 1997  |
| Biellese-Vigliano | 3-1       | Albinese          | Biella, 25 maggio 1997  |
| Mantova           | 1-1       | Biellese-Vigliano | Mantova, 1º giugno 1997 |
|                   |           |                   |                         |

#### Triangolare B
|  | Pos. | Squadra           | Pt | G | V | N | P | GF | GS | DR |
|  | ---- | ----------------- | -- | - | - | - | - | -- | -- | -- |
|  | 1.   | Astrea            | 6  | 2 | 2 | 0 | 0 | 5  | 2  | +3 |
|  | 2.   | Viareggio         | 3  | 2 | 1 | 0 | 1 | 5  | 4  | +1 |
|  | 3.   | Castel San Pietro | 0  | 2 | 0 | 0 | 2 | 2  | 6  | -4 |

Legenda:
      Promossa al turno successivo.
Regolamento:
Tre punti a vittoria, uno a pareggio, zero a sconfitta.
Note:
Viareggio qualificato al turno successivo come miglior seconda.
|                   | Risultati |                   | Luogo e data                            |
| ----------------- | --------- | ----------------- | --------------------------------------- |
| Astrea            | 3-1       | Viareggio         | Roma, 18 maggio 1997                    |
| Viareggio         | 4-1       | Castel San Pietro | Viareggio, 25 maggio 1997               |
| Castel San Pietro | 1-2       | Astrea            | Castel San Pietro Terme, 1º giugno 1997 |
|                   |           |                   |                                         |

#### Triangolare C
|  | Pos. | Squadra | Pt | G | V | N | P | GF | GS | DR |
|  | ---- | ------- | -- | - | - | - | - | -- | -- | -- |
|  | 1.   | Cavese  | 4  | 2 | 1 | 1 | 0 | 4  | 2  | +2 |
|  | 2.   | Tricase | 3  | 2 | 1 | 0 | 1 | 3  | 3  | 0  |
|  | 3.   | Crotone | 1  | 2 | 0 | 1 | 1 | 3  | 5  | -2 |

Legenda:
      Promossa al turno successivo.
Regolamento:
Tre punti a vittoria, uno a pareggio, zero a sconfitta.
|         | Risultati |         | Luogo e data                     |
| ------- | --------- | ------- | -------------------------------- |
| Cavese  | 2-0       | Tricase | Cava de' Tirreni, 18 maggio 1997 |
| Tricase | 3-1       | Crotone | Tricase, 25 maggio 1997          |
| Crotone | 2-2       | Cavese  | Crotone, 1º giugno 1997          |
|         |           |         |                                  |

### Semifinali
|                   | Risultati |                   | Luogo e data                     |
| ----------------- | --------- | ----------------- | -------------------------------- |
| Viareggio         | 1-1       | Biellese-Vigliano | Viareggio, 7 giugno 1997         |
| Biellese-Vigliano | 0-0       | Viareggio         | Biella, 14 giugno 1997           |
|                   |           |                   |                                  |
| Cavese            | 1-0       | Astrea            | Cava de' Tirreni, 15 giugno 1997 |
| Astrea            | 3-1       | Cavese            | Roma, 18 giugno 1997             |
|                   |           |                   |                                  |

### Finale
|                   | Risultati |                   | Luogo e data           |
| ----------------- | --------- | ----------------- | ---------------------- |
| Biellese-Vigliano | 1-0       | Astrea            | Biella, 22 giugno 1997 |
| Astrea            | 1-1       | Biellese-Vigliano | Roma, 29 giugno 1997   |
|                   |           |                   |                        |